# Nicolas Tournier

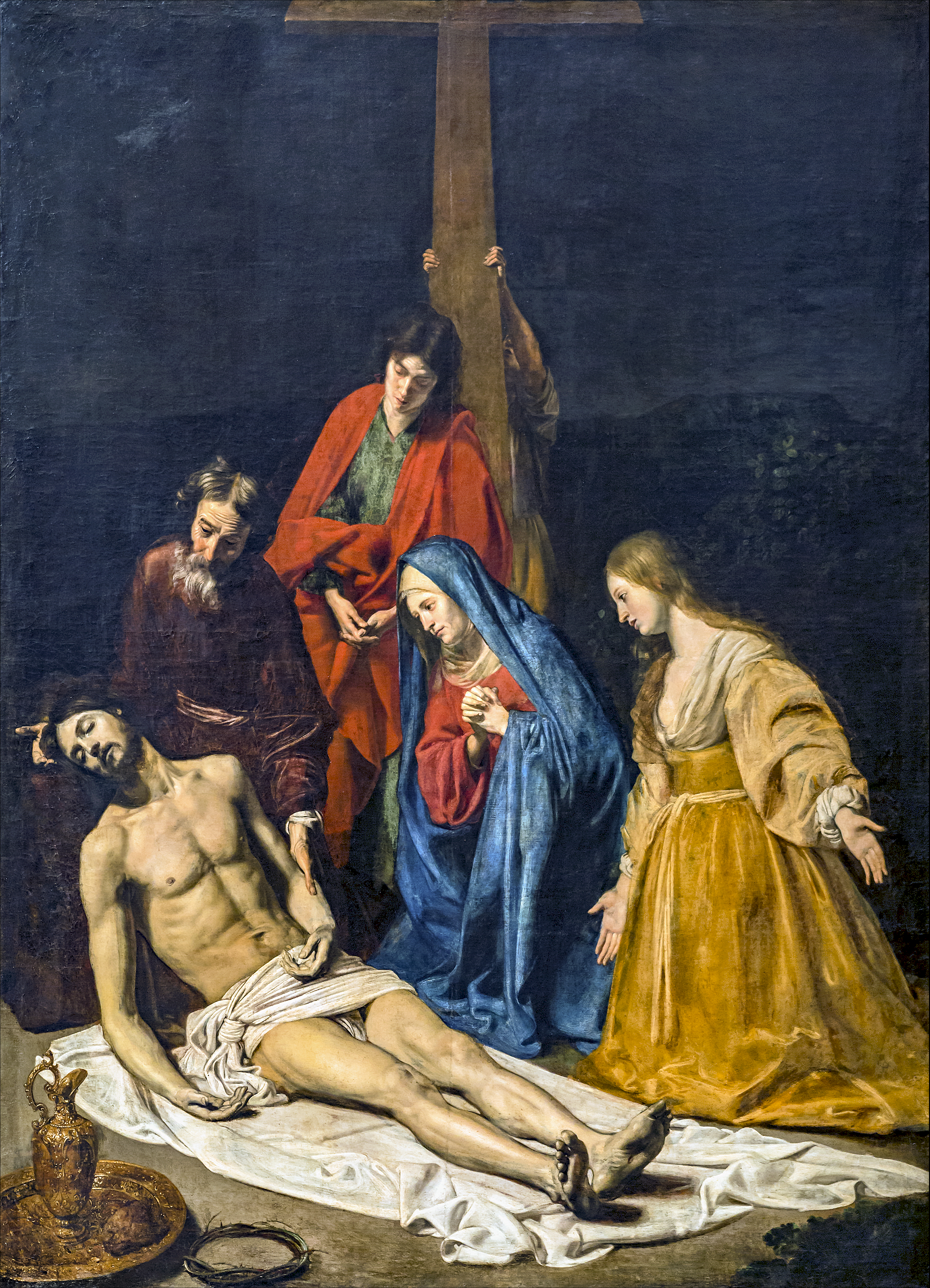
Kreuzabnahme Christi, um 1630, Musée des Augustins, Toulouse

Nicolas Tournier (* 1590 in Montbéliard; † 1638 oder 1639 in Toulouse) war ein französischer Maler in der Caravaggio-Nachfolge.
Sein Vater André war Maler und die Eltern waren protestantische Flüchtlinge aus Besançon. Tournier wirkte 1619 bis 1626 in Rom, ging dann nach Südfrankreich. Er war 1627 in Carcassonne und war ab 1632 in Toulouse.
Er gilt neben Nicolas Régnier, Simon Vouet und Valentin de Boulogne als einer der führenden französischen Caravaggisten. Er soll in Rom Schüler von Valentin gewesen sein und war auch durch den Caravaggisten Bartolomeo Manfredi beeinflusst.
2001 war ihm in Toulouse eine Ausstellung gewidmet.
Viele seiner Gemälde sind in Toulouse, aber auch z. B. im Louvre (Kreuzigung, Das Konzert), dem Prado und der Eremitage sowie verschiedenen Museen in den USA. Es gibt Probleme mit der Zuschreibung einzelner Gemälde aufgrund der Ähnlichkeit mit anderen Caravaggisten.

## Bildergalerie

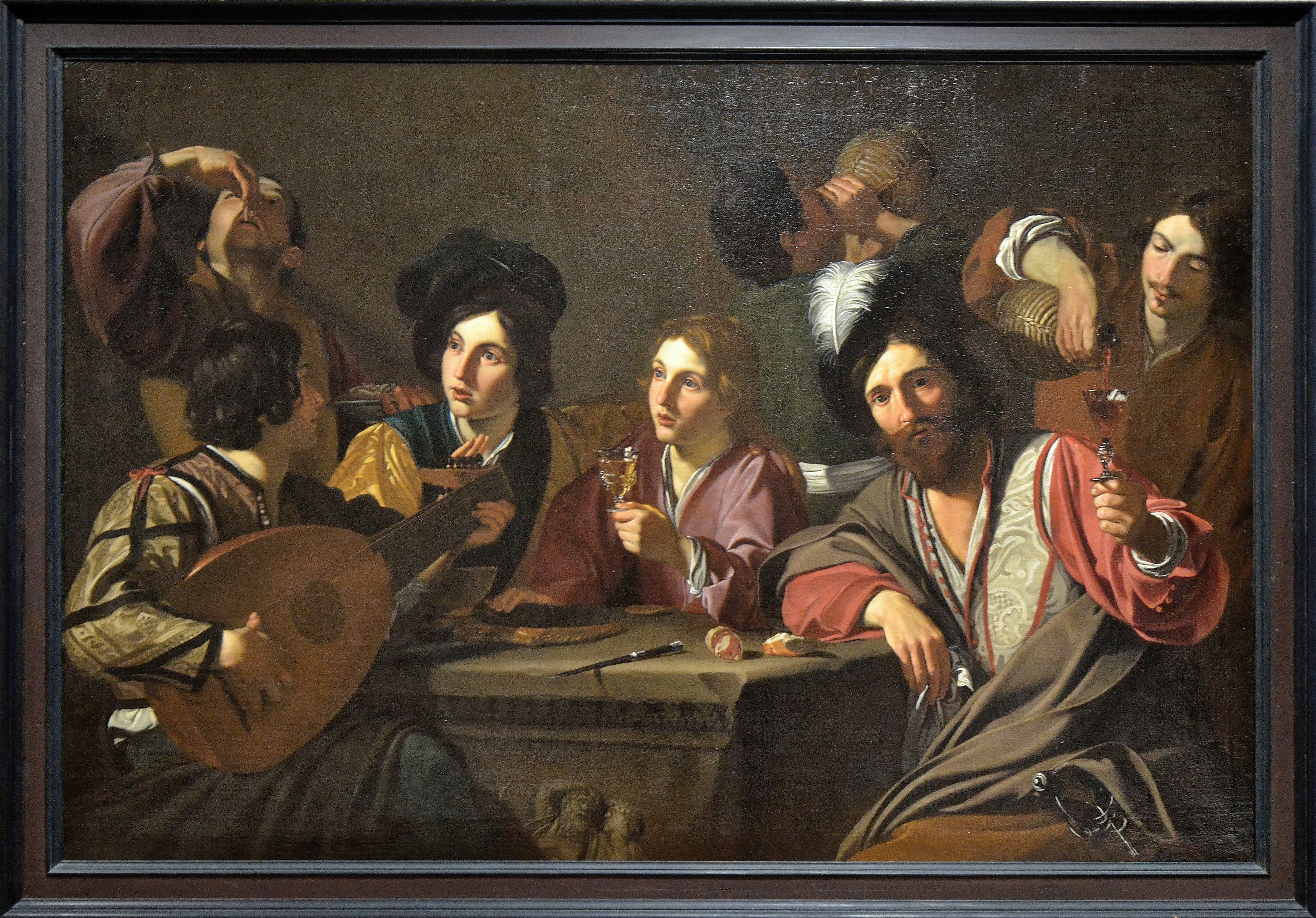
Die Trinker, Musée de Tessé, Le Mans (Sarthe)
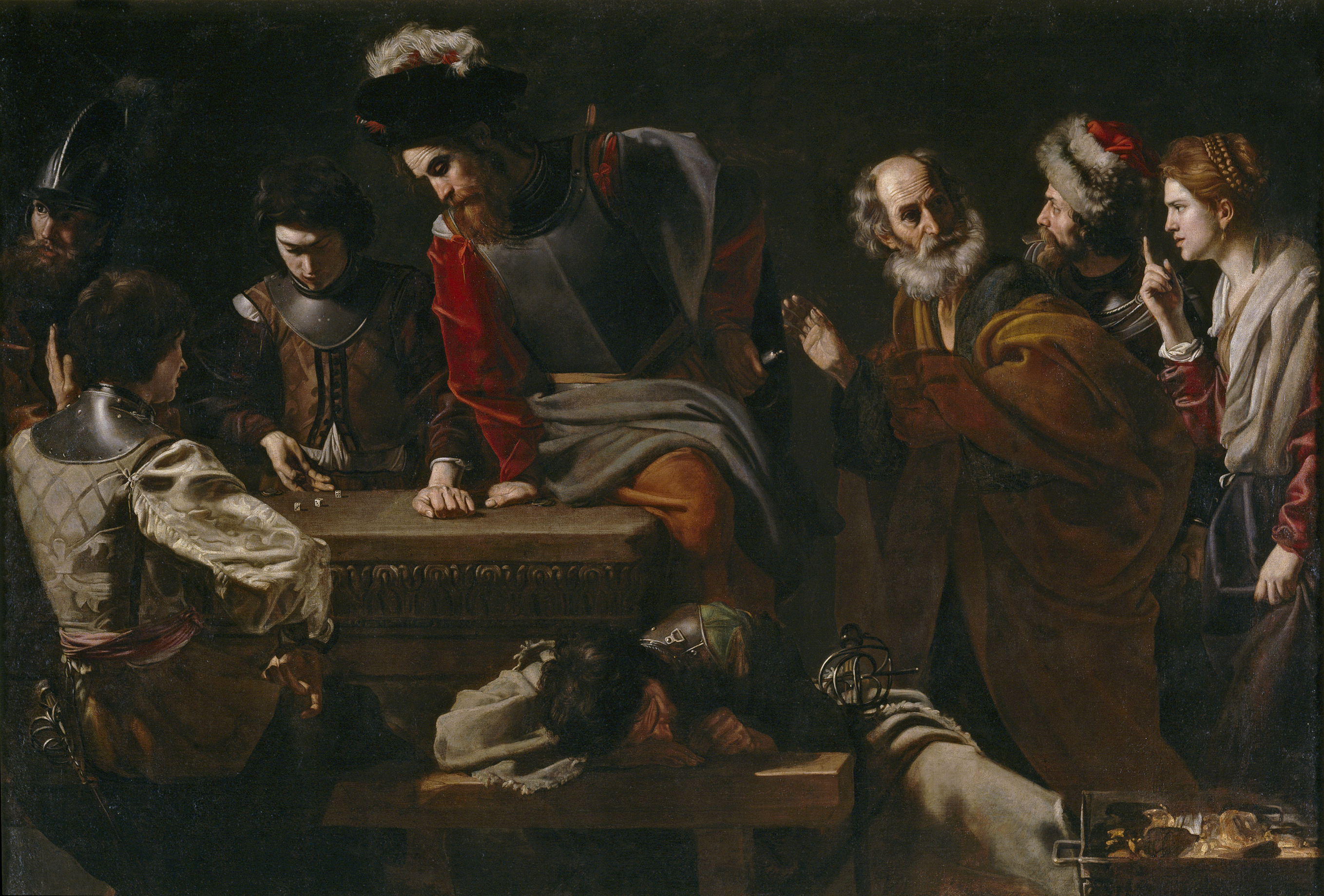
Die Verleumdung Petri, um 1625, Öl auf Leinwand, 172 × 252 cm, Prado, Madrid
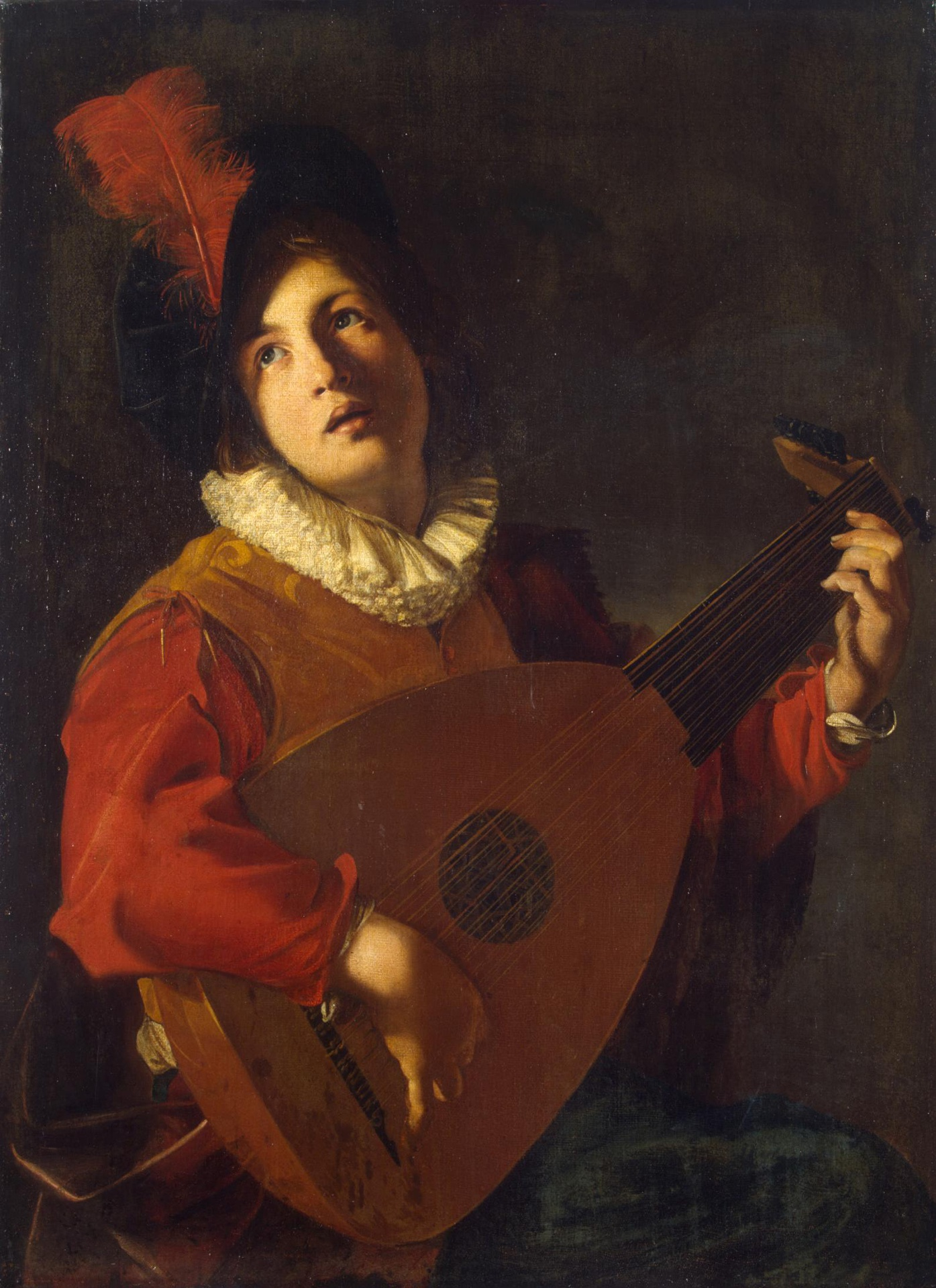
Lautenspieler, Öl auf Leinwand, 105 × 77 cm, Eremitage, Sankt Petersburg
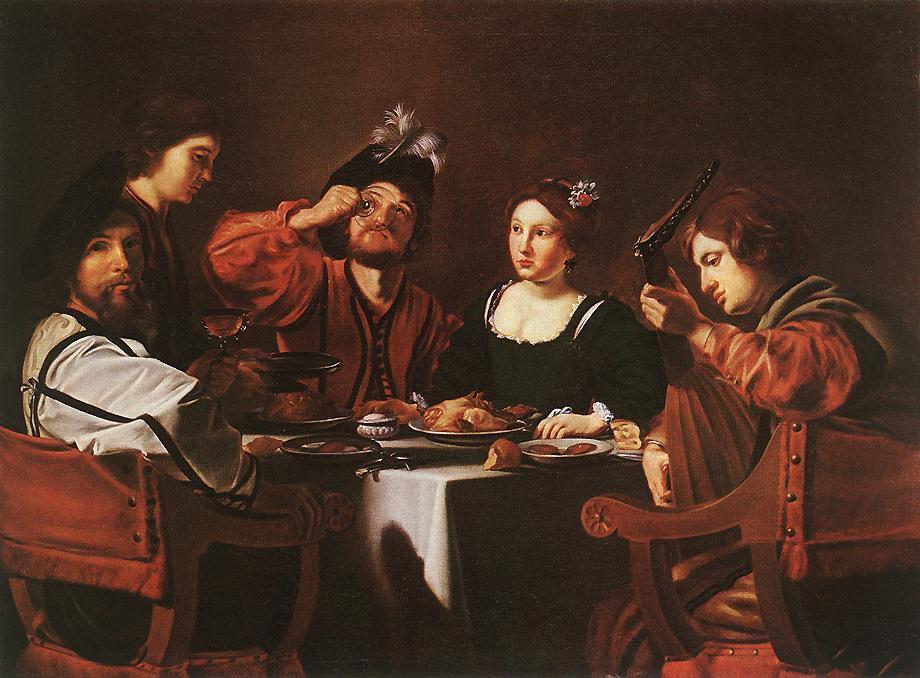
Fröhliche Gesellschaft, Öl auf Leinwand, 25,5 × 170,5 cm, Szépművészeti Múzeum, Budapest
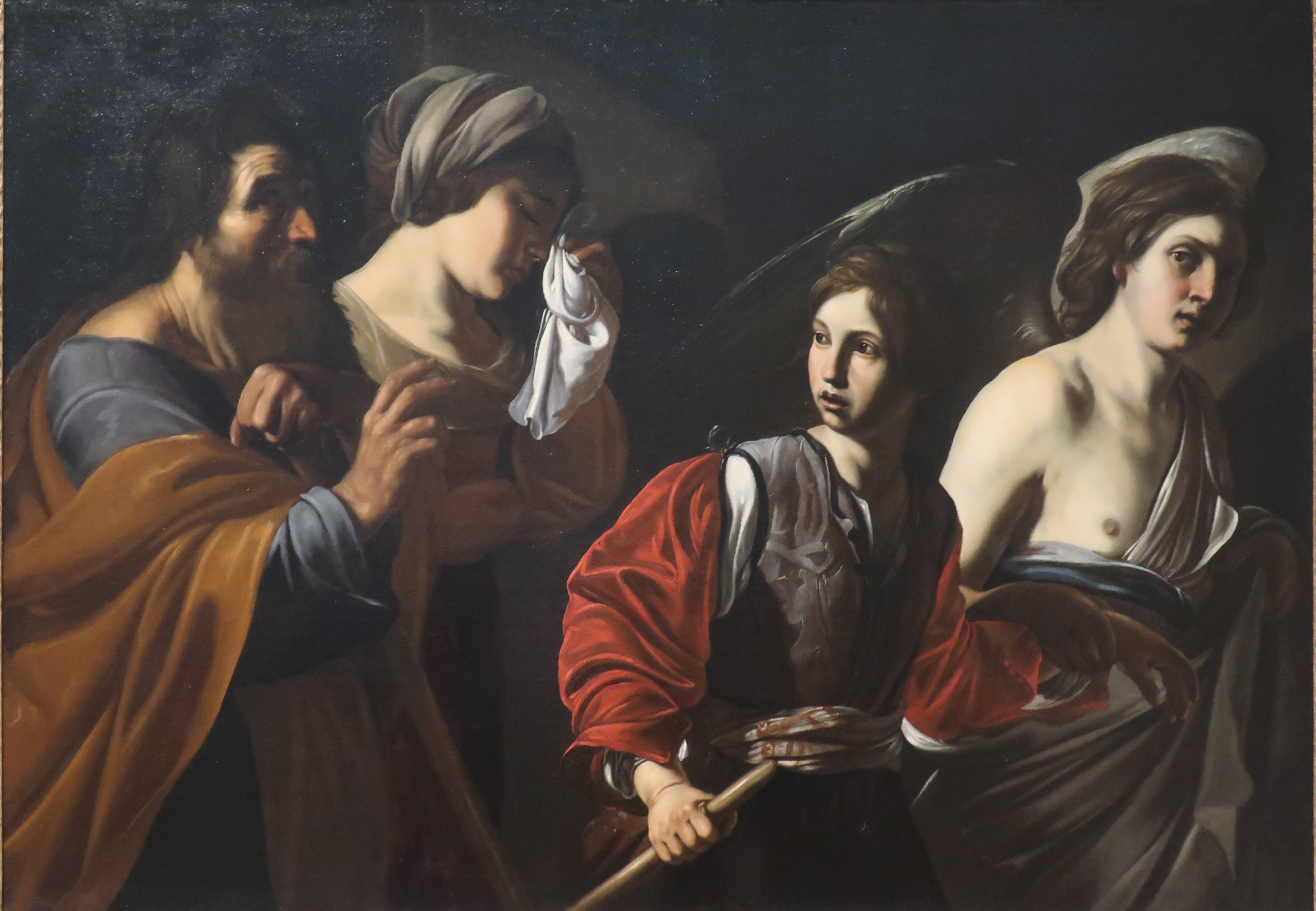
Tobias nimmt Abschied von seinen Eltern, Schorr Collection, London
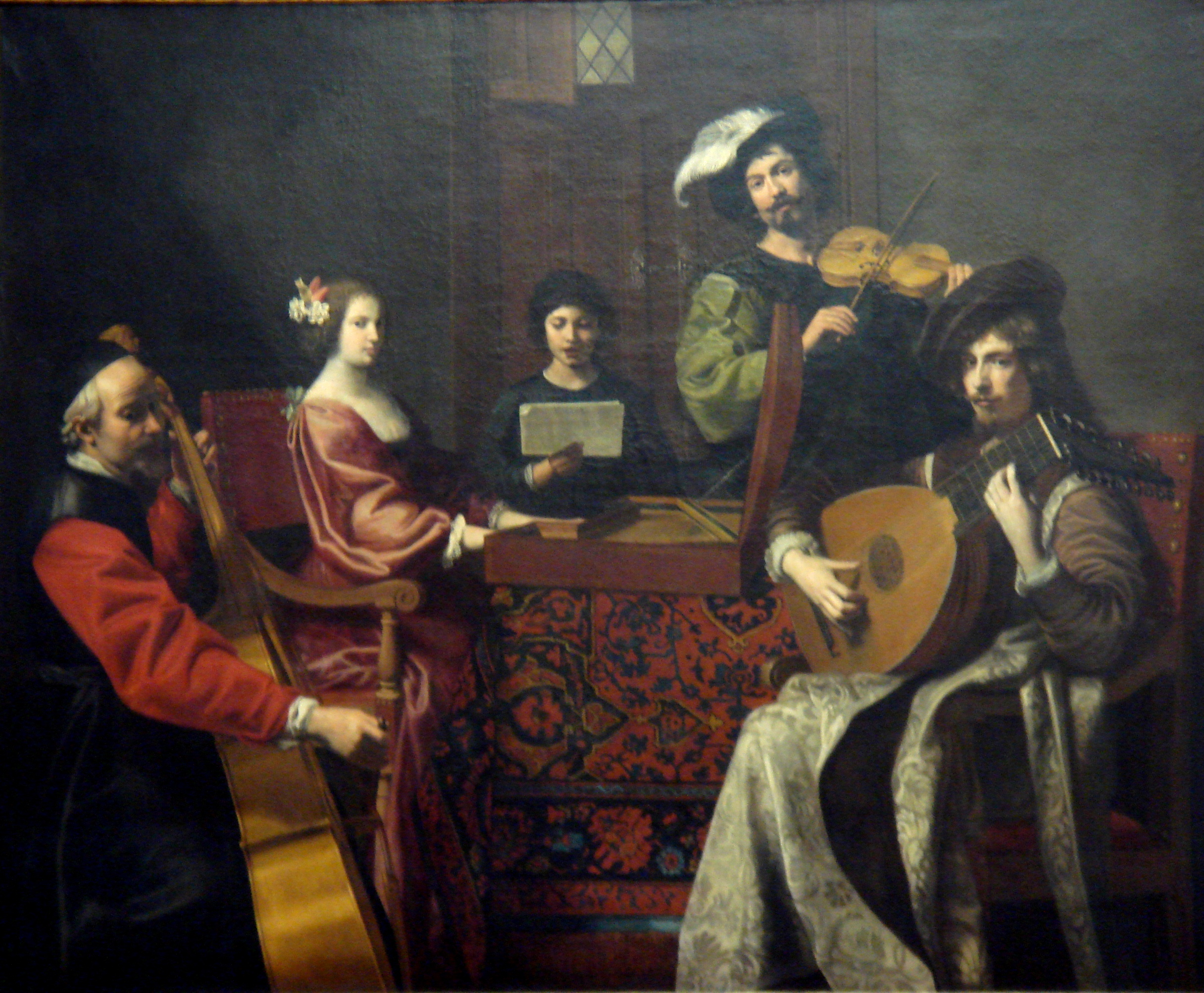
Das Konzert, 1630–1635, Louvre, Paris